# Joe Mauer
Joseph Patrick Mauer (Saint Paul, Minnesota; 19 de abril de 1983) más conocido como Joe Mauer es un ex receptor estadounidense de béisbol profesional, disputó 15 temporadas en las Grandes Ligas todas con los Minnesota Twins.
Anteriormente, Mauer jugó en el colegio con Cretin-Derham Hall donde jugó al baloncesto, fútbol americano y béisbol.

## Carrera
Joe Mauer es considerado uno de los mejores receptores en ligas mayores, puesto que estadísticamente ha logrado ser el único receptor en ganar el campeonato del promedio de bateo dos veces. Durante su tiempo con los Minnesota Twins ha ido a playoffs 4 veces, la más reciente en el Juego de Comodín de la Liga Americana del año 2017 contra los Yanquis de Nueva York. En 2009 compitió en el Home Run Derby.

## Logros de su carrera
- 3 campeonatos de promedio de bateo
- 3 Guantes de Oro
- 5 Bates de Plata